# Matiacoali (département)
Pour le village chef-lieu, voir Matiacoali.
Matiacoali est un département et une commune rurale de la province du Gourma, situé dans la région de l'Est au Burkina Faso.
En 2012, le département comptait 59 681 habitants.

## Villages
Le département se compose d'un village chef-lieu (populations actualisées en 2012) :
- Matiacoali (4 673 hab.)

et de 36 autres villages :
- Bankartougou (191 hab.)
- Boadéni (966 hab.)
- Boaligou (2 174 hab.)
- Boulgou (3 285 hab.)
- Boulgou-Peulh (1 413 hab.)
- Boulmoangou (882 hab.)
- Boutouanou (2 148 hab.)
- Dagou (1 687 hab.)
- Datougou (235 hab.)
- Doufouanou (978 hab.)
- Gaboali (1 101 hab.)
- Gninfoagma (2 380 hab.)
- Igori (2 037 hab.)
- Kankantiana (750 hab.)
- Kouyargou (501 hab.)
- Mantiabdjoaga-Gourmantché (1 717 hab.)
- Mantiabdjoaga-Peulh (781 hab.)
- Nagnoundougou (1 825 hab.)
- Nakortougou (2 534 hab.)
- Nassougou (3 692 hab.)
- Niapani (403 hab.)
- Oubrinou (1 192 hab.)
- Ougarou (4 090 hab.)
- Ourkouagou (692 hab.)
- Ouro-Aou (2 406 hab.)
- Ouro-Séni (1 822 hab.)
- Pièga-Gourt (339 hab.)
- Pièga-Peulh (3 353 hab.)
- Pognikouli (925 hab.)
- Sangbanou (1 485 hab.)
- Soam (1 770 hab.)
- Tankimbo (538 hab.)
- Tankpétou (203 hab.)
- Tiassiéry (3 153 hab.)
- Yendjoaga-Gourmantché (464 hab.)
- Yéritagui (896 hab.)